# Allophylus chlorocarpus
Allophylus chlorocarpus är en kinesträdsväxtart som beskrevs av Ludwig Radlkofer. Allophylus chlorocarpus ingår i släktet Allophylus och familjen kinesträdsväxter. Inga underarter finns listade i Catalogue of Life.